# Frapper d'estoc
Frapper d'estoc est le huitième épisode de la saison 1 du Trône de fer, série télévisée américaine de fantasy, diffusée en primeur le 5 juin 2011 sur HBO. Il a été écrit par George R. R. Martin l'auteur des romans dont la série est adaptée et réalisé par Daniel Minahan (en).

## Résumé
Dans le Val d'Arryn, Tyrion et Bronn sont capturés par des sauvages. Tyrion leur promet la souveraineté sur le Val en échange de leur soutien.
A Port Réal, la capture de Ned est suivie du massacre de toute sa maisonnée, à l'exception d'Arya qui s'enfuit, protégée par le sacrifice de son professeur d'escrime et Sansa, protégée par la reine qui la contraint à écrire à Robb Stark pour l'inviter à reconnaitre Joffrey comme roi. Robb préfère lever son armée et celle de ses vassaux, et marche vers le sud en laissant Bran gouverner Winterfell.
Catelyn quitte les Eyriés, furieuse que sa sœur Lysa lui ait caché les informations reçues de Port-Réal, et refuse d'intervenir dans la guerre au côté des Stark.
Sur le mur, deux compagnons de Benjen sont retrouvés morts. Alors que leur corps repose dans le château, l'un d'eux revient à la vie à la nuit tombée. Alerté par son loup, Jon achève le mort vivant, sauvant la vie du lord Commandant. La preuve est faite que les marcheurs blancs peuvent ranimer les morts.
Du côté de Lhazar, les Dothraki pillent un village Lhazaréen pour financer la campagne contre les sept royaumes. Daenerys, horrifiée par les viols commis par les soldats décide de prendre possession de ces esclaves. Si Khal Drogo, impressionné, la suit, il est défié par un de ses lieutenants. Khal Drogo le tue après avoir subi une blessure profonde. Daenerys, inquiète, obtient du Khal qu'une guérisseuse, parmi les esclaves épargnés, le soigne, au grand dam des guerriers Dothraki.